# Unternehmen Pelikan
Unternehmen Pelikan, teilweise auch bezeichnet als Projekt 14, war der Deckname einer deutschen Militäroperation zur Zerstörung des Panamakanals im Zweiten Weltkrieg. Der Plan wurde niemals ausgeführt.

## Planungen

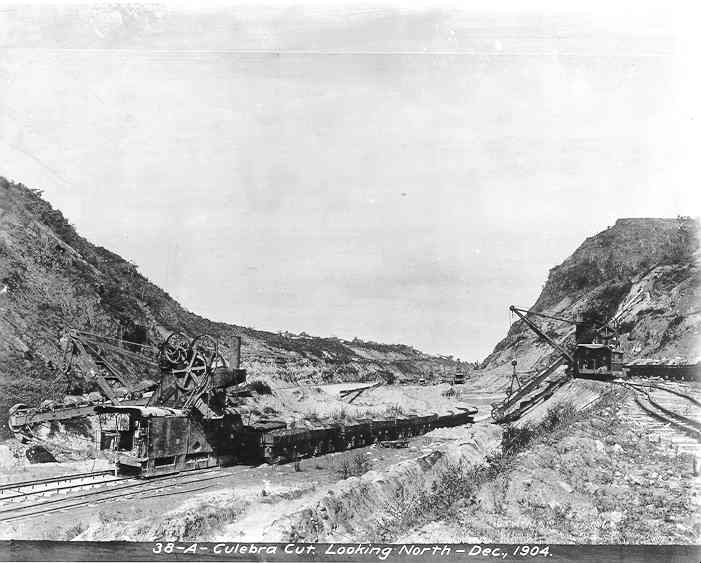
Die Region Culebra Cut beim Bau des Kanals im Jahr 1904

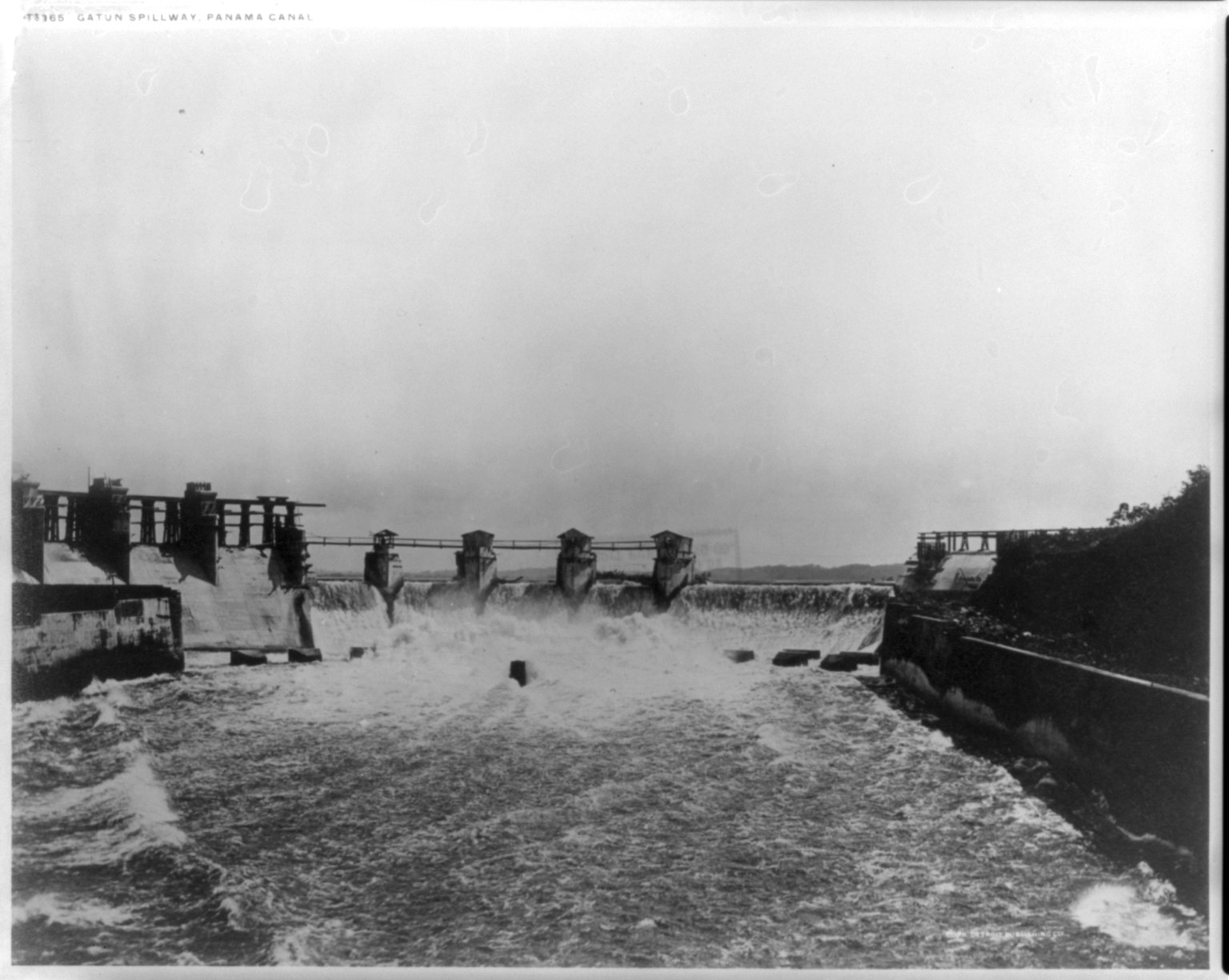
Der Damm am Gatúnsee, mögliches Ziel für einen Luftangriff, im Jahr 1914

Der Panamakanal war im Zweiten Weltkrieg von immenser strategischer Bedeutung, da er den USA erlaubte, Schiffe schnell zwischen Atlantik und Pazifik zu verschieben, ohne den langen Umweg um Kap Hoorn in Kauf nehmen zu müssen. Laut dem Autor Ladislas Faragó sagte Hermann Göring bereits 1939 öffentlich, dass der Panamakanal nicht so unverwundbar sei, wie die Amerikaner dächten. Zwei Bomben auf den Culebra Cut würden ausreichen, um den Kanal unbenutzbar zu machen. Beim Bau des Kanals hatte es hier mehrere Erdrutsche gegeben und Spione hatten die Region als kritischen Punkt identifiziert. Im Jahr 1939 verfügte die Luftwaffe allerdings über keine Flugzeuge, die aus eigener Kraft in der Lage gewesen wären, Panama von Europa aus zu erreichen, infolgedessen hätte der Angriff von Agenten vor Ort ausgeführt werden müssen. Faragó spekuliert, dass Göring damals hoffte, dass zum Bomber umgerüstete Maschinen vom Typ Focke-Wulf Fw 200 in der Lage sein würden, Bombenangriffe auf Ziele auf dem amerikanischen Kontinent zu fliegen. Spätere Planungen sahen vor, zwei demontierte Flugzeuge per Schiff zu einer kolumbianischen Insel zu transportieren, von wo aus sie den Kanal hätten angreifen sollen. Zuvor war am Wannsee nahe Berlin ein Modell des Panamakanals errichtet worden, um mögliche Schwachstellen zu identifizieren. Als Ziel wurde schließlich der Betondamm am Gatúnsee festgelegt. Die Pläne wurden 1943 aufgegeben, und das Unternehmen Pelikan kurzfristig abgesagt; angeblich waren schon tauchfähige Fahrzeuge auf ein wartendes U-Boot verladen worden und bereit zur Abfahrt, man befürchtete jedoch, das Unternehmen sei verraten worden (eng: „mission was compromised“).

### Japans Pläne
Auch auf japanischer Seite hatte es Planungen für Angriffe auf den Panamakanal gegeben: U-Boote der I-400-Klasse, die zum Transport mehrerer Flugzeuge in der Lage waren, sollten die Schleusen das Panamakanals mit Aichi M6A Flugzeugen zerstören. Der Krieg endete, bevor der Plan ausgeführt werden konnte.